# 香港真光中學
22°16′34″N 114°11′39″E / 22.2760029°N 114.1941543°E
香港真光中學（英語：The True Light School of Hong Kong *更改於2024年，原名為True Light Middle School of Hong Kong*），是香港的一所著名女校，屬於香港真光四校之一。校舍位於大坑大坑道50號。
香港真光四校的共同前身是真光校祖那夏理女士於1872年在廣州創立的「真光書院」（True Light Seminary），是南中國第一所女子學校。1935年，何蔭棠博士由廣州來港籌辦「香港真光小學」，租賃堅道26號為校舍，並附設幼稚園。1947年，學校增設中學部，於1948年易名為「香港真光中學」。

## 歷史

### 廣州真光
香港真光四校的前身是真光校祖那夏理女士於1872年6月16日在廣州金利埠（沙基）創立的「真光書院」（True Light Seminary）。當時只有六名學生，為南中國首間為女子而設的學校。

### 來港建校
1935年，何蔭棠博士於香港堅道設立真光小學，並附設幼稚園。當時由大律師施玉麒促成港府教育局批准成立該校，施氏又負責募款建設校舍。1947年，學校增設中學部，學校更於1948年易名為香港真光中學。1950年，香港政府撥出大坑道公地約40,000平方呎予真光建校舍，學校便由堅道遷往大坑。學校於多年來亦不斷擴建，新增了不少設施。自1988年增設商科部，培育商業人才。由1998年開始，中學只開辦英文班，不再有中英文部之分。
英治時期，愛德華王子曾經探訪該校。

## 校政管理

### 校董成員
參與香港真光中學校政管理的校董會委員包括主席曹王敏賢、校監李正儀、副主席蔡克剛、司庫高膺、郭文藻、書記鄺夏慧中、許蓮華、名譽校牧李炳光牧師。其他委員會計有黎彭思梅、陸趙鈞鴻、沈雪明、張黃楚沙、蔡祖光以及鄭恩基。

### 歷任校監
- 1946年至1974年：何中中女士[2]
- 1974年至1979年：黃秀清女士[2]
- 1979年至1981年：何簡玉衡女士[2]
- 1981年至1989年：譚紉就女士[2]
- 1989年至2002年：彭思梅女士[2][3]
- 2002年至2012年：黎秀姬女士[2]
- 2012年至2020年：龍炳頤先生[2]
- 2020年至今：李正儀女士[2]

### 歷任校長
- 1946年至1974年：何中中女士[2]
- 1974年至1979年：黃秀清女士[2]
- 1979年至1989年：黃肖玉女士[2]
- 1989年至2006年：梁燕婷女士[2][4][3]
- 2006年至2018年：關雪明女士[2]
- 2018年至今：許端蓉女士[2]

### 歷任副校長
- 鄺文慧女士
- 區寶文女士

## 校訓與校徽
校訓
- 「爾乃世之光」馬太福音五章十四節
- 'Thou art the light of the world'（Matthew 5:14）

校徽
- 伯利恆之星

## 級社
- 藝芸社 Yi Yun Association
- 旭晶社 Xu Jing Association
- 曉社 Xiao Association
- 蘅圃社 Heng Pu Association
- 晨暉社 Chen Hui Association
- 曜社 Yao Association

## 香港傑出學生選舉
截至2021年（第36屆），在香港傑出學生選舉共出產1名傑出學生。

## 校友
更多有關資訊參見維基學院香港真光中學校友列表。

## 外部連結
- 香港真光中學
  - 香港真光中學小學部
  - 香港真光中學幼稚園
- 旗袍維繫香港女校百年情